# Сфіха
Сфі́ха или сві́ха (араб. صفيحة sfīḥah) — страва, що складається з коржів, приготовлених з топінгом з рубаного м'яса, часто з бараниною, заправленою цибулею, помідорамі, кедровими горіхами та спеціями. Традиційна страва в країнах Леванту, тісно пов'язана з манакішом та лахмаджуном.
Сфіха стала популярною в Бразилії, де вона відома як есфі́ха або есфі́рра, після того, як була завезена туди іммігрантами з Сирії та Лівану.

## Історія
Коржики були присутні в Леванті та регіоні Родючий півмісяць з доісторичних часів. Їх готували на гарячих поверхнях, таких як камені, металеві пластини, в табунній печі або тандирі. В середньовічному арабському світі з розвитком цегляної печі з'явилася велика кількість різноманітних коржів, що випікаються разом із топінгом або начинкою, у тому числі сфіха. Ці коржі поширилися Османською імперією.
У Бразилії есфіха набула популярності наприкінці XX століття і відтоді стала одним з найпопулярніших фастфудів.

## Основні інгредієнти
У кожної сім'ї свої погляди щодо того, що додавати на додаток до м'яса. У Лівані основними інгредієнтами є: м'ясо, цибуля, помідори, кедрові горіхи, сіль, перець та ароматизатори, такі як кориця, сумах або патока з гранату. Регіон Баальбек особливо відомий своєю сфіхою. У Сирії, Палестині та Йорданії сфіха аналогічним чином виробляється з фаршу або баранини, на додачу до трав і спецій, з помідорами, цибулею та іншими інгредієнтами.
Есфіха в Бразилії запікається в духовці і може являти собою коржі з відкритим шаром близько 4 дюймів в діаметрі з м'ясним топпінгом або складені в трикутне тісто, як фатаєр. Вони можуть мати різні топінги, включаючи домашній сир, сир, баранину, яловичину або овочі.

## Див також
- Коржі
- Лахмаджун
- Шаньга
- Манакіш
- Лафа[en]